# Berlandembia berlandi
Berlandembia berlandi is een insectensoort uit de familie Embiidae, die tot de orde webspinners (Embioptera) behoort. De soort komt voor in Afrika.
Berlandembia berlandi is voor het eerst wetenschappelijk beschreven door Navás in 1922.